# عبد العزيز الرفاعي
عبد العزيز الرفاعي (1342- 1414 هـ / 1924- 1993 م)؛ أديب وشاعر سعودي، يُعد من أبرز أعلام الأدب السعودي، وأحد صُناع النهضة الثقافية في المملكة في القرن العشرين، عُين مستشارًا للديوان الملكي بالمرتبة الممتازة عام 1975 لمدة 6 سنوات، واختيرا عضوًا في مجلس الشورى أثناء عهد الملك فهد بن عبد العزيز، كان أحد المساهمين في مؤتمر الأدباء السعوديين الأول، وأحد مؤسسي مجلة عالم الكتب، وصاحب دار الرفاعي للنشر والطباعة والتوزيع، التي أسهمت في نشر مراجع كثيرة في الأدب والتراث والتاريخ،. يعد أول مدير عام لمؤسسة اليمامة الصحفية، صدر له 20 كتابًا منها 3 دواوين شعرية.

## نشأته وحياته العملية
ولد عبد العزيز بن أحمد الرفاعي عام 1342 هـ / 1923م في أملج على ساحل البحر الأحمر، وانتقل مع أسرته إلى مكة المكرمة سنة 1352 هـ/1933م، والتحق بمدرسة الصفا التحضيرية، ثم انتقل إلى المدرسة الابتدائية العزيزية، وبعد أن نال الشهادة دخل المعهد العلمي السعودي سنة 1358 هـ / 1939م، وحصل على الشهادة سنة 1361 هـ / 1942م. حضر بعض الدروس في التفسير والنحو في حلقات المسجد الحرام، وسعى إلى تثقيف نفسه؛ فأكب على القراءة في كتب الأدب المتنوعة قديمة وحديثة مؤلفة ومترجمة، وبعد تخرجه من المعهد العلمي السعودي عُين مدرساً في المدرسة الابتدائية العزيزية، ودرس بها عاماً واحداً، ثم انتقل إلى مديرية المعارف، وعمل بها أربع سنوات، ثم تحول إلى مديرية الأمن العام سكرتيراً لمديرها، وبقي فيها عاماً واحداً ثم انتقل إلى ديوان نائب جلالة الملك في الحجاز، وظل فيه إلى أن أصبح الأمير فيصل ملكاً سنة 1384 هـ / 1964م؛ فأنتقل إلى ديوان رئاسة مجلس الوزراء مديراً عاماً للشعية السياسية. بعد وفاة الملك فيصل سنة 1395 هـ / 1975م عُين مستشاراً في الديوان الملكي بالمرتبة الممتازة، حتى أُحيل إلى التقاعد سنة 1401 هـ / 1981م.
كان عضواً في عدد من اللجان والمجالس العلمية والإدارية منها عضويته في اللجنة العليا لسياسة التعليم، والمجلس التأسيسي لرابطة العالم الإسلامي، وإدارة دارة الملك عبد العزيز، ومؤسسة اليمامة الصحفية، ومجلس الشورى في دورته الأولى، وكان عضواً مراسلاً لمجمع اللغة العربية في مصر ودمشق، وحضر عدداً من مؤتمرات الأدباء في لبنان والعراق، وتونس، والجزائر، وأسهم كذلك في المؤتمر الأول للأدباء السعوديين الأول سنة 1394هـ/1974م. نال العديد من الدروع والأوسمة في المناسبات الأدبية.
وتعود له ندوة الخميسية الثقافية الأسبوعية التي تُعد من أقدم وأشهر الندوات في المملكة، إذ أنشأها في منزله عام 1959، وأتاحها لجميع الأدباء والمثقفين السعوديين والعرب، كما أسس مشروعا ثقافيا بعنوان المكتبة الصغيرة وسعى من خلاله لنشر العلم والمعرفة عبر كتيبات صغيرة تصدر شهريًا.

## اهتماماته
برزت اهتماماته في التأليف، وكتابة المقالات، وإعداد المحاضرات، والشعر
- أنشأ دار الرفاعي للنشر والطباعة والتوزيع، والتي نشرت عدداً من المصادر والمراجع في الأدب والتاريخ والتراث، وقد صدرت عنها المكتبة الصغيرة التي تهدف إلى التثقيف العام
- أسهم في إنشاء مجلة عالم الكتب، وهي إحدى المجلات المتخصصة في التعريف بالكتاب، وهي مخطوطة، ومطبوعة، قديمة، وحديثة
- أنشأ ندوة الرفاعي، تلك الندوة أدبية ثقافية، وكان يقيمها في منزله مرة واحدة في الأسبوع، ويحضرها عدداً من الأدباء والشعراء والمثقفين العرب، وتُعد من أشهر الندوات الثقافية في المملكة، وأقدمها؛ فقد نشأت سنة 1379 هـ/1959م، واستمرت إلى ماقبل وفاته بقليلٍ
- كانت لهُ إسهامات في تأليف الكتب المدرسية، فقد صدر لهُ أكثر من عشرين كتاباً، منها ما نشره في المكتبة الصغيرة، ومنها ما كان محاضرات طبعها في كتب، ومنها ما كان بحوثاً ودراسات ألقاها في مجمع اللغة العربية بالقاهرة.
- للرفاعي ديوان شعر موزع بين ثلاثة دواوين، وبعضها مفرق في الصحف والمجلات لا يضمه كتاب، وقد بدأ بقرض الشعر في بداية حياته الأدبية، وتناول فيه موضوعات متنوعة من أبرزها الإسلاميات، والوجدانيات، والإخوانيات، ولهُ قصائد في الشكوى والتأمل، والوصف، والرثاء، ويُعد من أدباء الأصالة والالتزام بالقيم الإسلامية والتراثية، وصدر عن أدبه رسالة منهجية قيمة هي أدب عبد العزيز الرفاعي لإبراهيم الشتوي.[1]

## مؤلفاته
- جبل طارق والعرب، جدة، مؤسسة الطباعة، 1390 هـ/1970م
- كعب بن مالك: الصحابي الأديب، جدة، مؤسسة الطباعة، 1391 هـ/1971م
- من عبد الحميد الكاتب إلى الكتاب والموظفين، الرياض، شركة مطابع الجزيرة، المكتبة الصغيرة، 1393 هـ/1973م
- أم عمارة: الصحابية الباسلة، الرياض، مطابع الجزيرة، 1393 هـ/1973م
- الحج في الأدب العربي، الرياض، مطابع الشرق الأوسط، 1395 هـ/1975م
- ضرار بن الأزور: الشاعر، الصحابي، الفارس، الرياض، مطابع الشرق الأوسط، 1397 هـ/1977م
- توثيق الارتباط بالتراث العربي، الرياض، مطبعة المدينة، 1397هـ/1977م
- أرطاة بن سهية: حياته وشعره، جدة، مطابع المدينة، 1397هـ/1977م
- زيد الخير، السعودية، 1402 هـ/1982م، أحد إصدارات تهامة
- الرسول كأنك ترأه (حديث أم معبد)، السعودية، 1411 هـ/1986م
- عبد الله بن عمرو بن أبي صبح المزني، السعودية، 1411هـ/1990م
- خارجة بن فليح المللي، السعودية، 1411هـ/1990م
- ظلال ولا أغصان (شعر)، الرياض، دار الرفاعي، 1413 هـ/1992م
- رحلتي مع المكتبات، السعودية، 1413هـ/1992م
- رحلتي مع التأليف، الرياض، دار الرفاعي، 1413هـ/1992م.[7]
- خمسة أيام في ماليزيا
- خولة بنت الأزور.[8] وقد جمع التعليقات على هذه الكتب في كتاب أطلق عليه الرفاعي كناشة الرفاعي تمييزاً لها عن بقية الكناشات.[9]

## تكريمه
- حصل على وسام الاستحقاق الثقافي من تونس 1970م.[10][11]
- درع جامعة الملك سعود بالرياض عام 1401 هـ.
- براءة تكريم الأدباء السعوديين مع ميدالية الاستحقاق عام 1394 هـ.
- وثيقة التقدير الذهبية من رابطة الأدب الحديث بمصر سنة 1982م.
- شهادة تقدير عام 1406هـ بمناسبة مرور 40 عاما على صدور مجلة التضامن الإسلامي ( الحج لاحقا).
- درع النادي الأدبي بأبها عام 1411 هـ.
- منح الزمالة الفخرية لرابطة الأدب الحديث بمصر.
- عضوية الشرف في رابطة الأدب الإسلامي العالمية.
- وسام التكريم في مؤتمر القمة الخليجي العاشر المنعقد في مسقط- سلطنة عمان في 20 جمادى الآخرة 1410هـ من قبل قادة دول مجلس التعاون الخليجي.

وقد أقام له نادي جدة الأدبي حفلا تكريميا له مساء الأحد 12-10-1413هـ حضره كثير من الأدباء والمثقفين والأعيان.

## وفاته
توفي في يوم الخميس الموافق 13 ربيع الأول 1414 هـ أثر مرض عانى منه، وصُلي عليه بالمسجد الحرام، وتم دفنه في مقبرة المعلاة بمكة المكرمة.